# Bujoreni (okręg Vâlcea)
Bujoreni – wieś w Rumunii, w okręgu Vâlcea, w gminie Bujoreni. W 2011 roku liczyła 32 mieszkańców.